# NGC 107
NGC 107 es una galaxia espiral localizada aproximadamente a 280 millones de años luz de distancia en la constelación de Cetus. Fue descubierta por Otto Struve en 1866 y su magnitud aparente es 14,2.